# Volker Ziegler
Volker Ziegler (* 12. Juni 1966 in Dagersheim) ist ein deutscher Tischtennistrainer und Bundestrainer des Deutschen Behindertensportverbandes (DBS).

## Werdegang
Volker Ziegler spielte ab 1978 mit verschiedenen Vereinen in allen Spielklassen von der Kreisklasse bis zur Regionalliga. Die höchste Spielklasse spielte er 1993–1995 mit dem Hamburger SV Regionalliga an Position 2. 1982 begann er mit der Trainertätigkeit im TSV Dagersheim. 1993 wurde er als Trainer mit der Jungenmannschaft des VfL Herrenberg Deutscher Vizemeister.
Parallel zum Studium an der Universität Hamburg, das er 1995 als Diplom-Sportwissenschaftler abschloss, arbeitete Ziegler von April 1993 bis Juli 1995 als Landestrainer beim Hamburger Tischtennisverband e.V. 1995 wechselte er zum Tischtennis-Verband Württemberg-Hohenzollern. Nach dem Zusammenschluss der drei baden-württembergischen Tischtennisverbände im Leistungssport wirkte er als Landestrainer von Tischtennis Baden-Württemberg e.V. Unter anderem arbeitete er von 1995 bis 2001 mit Irene Ivancan, Vize-Europameisterin und Spielerin des Jahres 2011, deren modernes Abwehrspiel er begründete. Alexandra Urban (Jugend-Europameisterin der Schülerinnen 1998 und Bundesranglistensiegerin der Damen 2012) trainierte ebenfalls seit 1995 bei ihm.
Seit 2009 ist Ziegler Cheftrainer der Bundesliga-Damen der SV Böblingen, die aktuell mit der Aufstellung Qianhong Gotsch (Europameisterin 2000, Olympia-Viertelfinalistin Sydney), Annett Kaufmann (U15-Europameisterin 2021, U21-Europameisterin 2021, Europameisterin mit der Damen-Mannschaft 2021), Chia-Hsuan Lin (taiwanesische Nationalspielerin), Leonie Hartbrich (ungarische Nationalspielerin) antreten.
Anfang 2008 nahm Ziegler den Behindertensportler Jochen Wollmert in seine Trainingsgruppe des Bundesstützpunkts Stuttgart/Wendlingen auf, der in Peking 2008 und London 2012 paralympisches Gold gewann. Am 1. Februar 2013 übernahm Ziegler die Position des Bundestrainers Tischtennis im Deutschen Behindertensportverband (DBS). Er wurde für dieses Amt von Tischtennis Baden-Württemberg e.V. bis zu den Paralympischen Spielen 2016 in Rio de Janeiro beurlaubt.
Im Rahmen der Vollversammlung Leistungssport des DBS im November 2014 wurde Zieglers Vertrag bis Ende 2018 verlängert und nach dem erfolgreichen Abschneiden seiner Athleten mit vier Medaillen in Rio de Janeiro 2016 dann vorzeitig in ein unbefristetes Vertragsverhältnis überführt.
Bei den Paralympischen Spielen in Tokyo 2020, die aufgrund der Coronapandemie erst vom 24. August bis 5. September 2021 stattfanden, erzielten seine Athleten mit 5 gewonnenen Medaillen wiederum herausragende Ergebnisse: Gold durch Valentin Baus (Einzel WK 5), Silber durch Thomas Schmidberger (Einzel WK 3) und Thomas Schmidberger/Thomas Brüchle (Team WK 3), Bronze durch Stephanie Grebe (Einzel WK 6) und Björn Schnake/Thomas Rau (Team WK 6/7).

## Auszeichnungen und Nominierungen
- 2001: 2. Platz bei der Wahl zum Trainer des Jahres des Verbandes Deutscher Tischtennis-Trainer (VDTT)[10]
- 2012: Sonderpreis des Ministeriums für Kultus, Jugend und Sport beim Trainerpreis Baden-Württemberg 2012[11]
- 2015: Nominierung als Table Tennis Star Coach für die Star Awards des Internationalen Tischtennis-Verbands ITTF in Dubai[12]
- 2017: 2. Platz mit seinem Trainerteam bei der Wahl zum Trainer des Jahres des Verbandes Deutscher Tischtennis-Trainer (VDTT)[13][14]
- 2018: 2. Platz mit seinem Team bei der Wahl zum Trainer des Jahres des Verbandes Deutscher Tischtennis-Trainer (VDTT)[15]
- 2021: Wahl zum Trainer des Jahres 2020/2021 des Verbandes Deutscher Tischtennis-Trainer (VDTT)[16]

## Privates
1994 heiratete Volker Ziegler die Tischtennisspielerin Dorothea Mundle. Das Paar hat zwei Töchter (* 1999 und * 2001) und lebt mit diesen in Aidlingen-Lehenweiler.